# Ahmednagar (distrikt)
Ahmednagar (eller Ahmadnagar) är ett distrikt i delstaten Maharashtra i västra Indien. Befolkningen uppgick till 4 040 642 invånare vid folkräkningen 2001, på en yta av 17 048 kvadratkilometer. Den administrativa huvudorten är Ahmednagar. 

## Administrativ indelning
Distriktet är indelat i fjorton tehsil (en kommunliknande enhet):
- Akola
- Jamkhed
- Karjat
- Kopargaon
- Nagar
- Nevasa
- Parner
- Pathardi
- Rahta
- Rahuri
- Sangamner
- Shevgaon
- Shrigonda
- Shrirampur

## Städer
Distriktets städer är Ahmednagar, distriktets huvudort, samt:
- Ahmednagar (Cantonment), Bhingar, Deolali Pravara, Ghulewadi, Jamkhed, Kopargaon, Nagapur, Nagardeole, Pathardi, Rahta Pimplas, Rahuri, Sangamner, Shirdi, Shrigonda, Shrirampur, Shrirampur (Rural) och Singnapur